# Corona británica
La Corona británica es una institución monárquica del tipo constitucional, cuyo titular, el monarca británico o soberano, es el jefe de Estado del Reino Unido y de los territorios británicos de ultramar. El monarca británico es también el jefe de Estado de otros catorce países, cada uno de los cuales formaron alguna vez parte del Imperio británico —estos, juntos con el Reino Unido, son conocidos como los Reinos de la Mancomunidad de Naciones—. La monarquía británica actual puede remontar su linaje ancestral al período anglosajón y, por último, más atrás a los reyes de los anglos. Durante el siglo IX, el reino de Wessex dominó a los demás reinos de Inglaterra, especialmente como resultado de la extinción de líneas rivales durante la primera Era de los vikingos. Hacia el siglo X, Inglaterra quedó unificada. Las coronas inglesa y escocesa fueron unidas en la persona de un solo monarca hacia 1603, cuando Jacobo VI de Escocia y I de Inglaterra accedió al trono. Los reinos de Escocia e Inglaterra se convirtieron en un solo Estado por el Acta de Unión de 1707 firmada por la reina Ana y los parlamentarios escoceses se integraron en el nuevo parlamento británico para constituir el Reino de Gran Bretaña.
Los poderes de la monarquía, conocidos como la prerrogativa real, siguen siendo muy amplios. Muchos de ellos no los ejerce personalmente el monarca, lo hacen ministros que actúan bajo su voluntad. Ejemplo de lo antedicho lo constituye el poder para regular el servicio civil y el poder para expedir pasaportes. Algunos poderes mayores los ejerce nominalmente el propio monarca, actuando bajo consejo el primer ministro y el Gabinete del Reino Unido, y conforme a las convenciones constitucionales. Un ejemplo es el poder para disolver al Parlamento. De acuerdo con un informe parlamentario, "La Corona no puede crear nuevos poderes prerrogativos".     
Se ha establecido desde hace bastante tiempo, en la constitución no codificada del Reino Unido, que el poder político es ejercido en última instancia por el Parlamento, dentro del cual el monarca no es un componente partidario, junto con la Cámara de los Lores y la Cámara de los Comunes, así como por el primer ministro y el Gabinete. De este modo, como la monarquía británica moderna es constitucional, el papel de la corona en la práctica se encuentra limitado a funciones no partidarias (como la de ser fuente de honor). Este rol ha sido reconocido desde el siglo XVII, desde la Revolución gloriosa; Walter Bagehot identificó a la monarquía como la "parte digna" más que como la "parte eficiente" del gobierno en The English Constitution (1867). El poder político es ejercido en la actualidad a través del Parlamento, el primer ministro y el Gabinete. El soberano también posee el título de gobernante supremo de la Iglesia de Inglaterra, la religión oficial, aunque en la práctica el liderazgo espiritual de la Iglesia corresponde al arzobispo de Canterbury.
El monarca actual es el rey Carlos III, que reina desde el 8 de septiembre del 2022.

## Historia

### Monarquía inglesa
Siguiendo a las incursiones vikingas y al establecimiento del siglo IX, el reino de Wessex emergió como el reino inglés dominante. Alfredo el Grande aseguró Wessex y obtuvo el dominio sobre Mercia del oeste, si bien no se convirtió en Rey de Inglaterra; el título más cercano al que accedió fue el de "Rey de los Anglosajones". Fueron los sucesores de Alfredo en el siglo X los que constituyeron el reino que hoy se conoce como Inglaterra, aunque incluso en el reinado de Edgardo el Pacífico, Inglaterra no se encontraba dividida en sus partes constituyentes. Hacia el siglo XI, el país se volvió más estable, pese a un número de guerras con los daneses que desembocaron en una monarquía danesa por algunos años. Cuando Guillermo, duque de Normandía, conquistó Inglaterra en 1066 se convirtió en el monarca de un reino que probablemente presentaba la mayor autoridad real en Europa. La conquista normanda fue crucial para la historia británica, en términos de cambio político y social. El nuevo rey continuó con la centralización del poder que había comenzado en el periodo anglosajón, mientras que el sistema feudal también prosiguió con su desarrollo.   

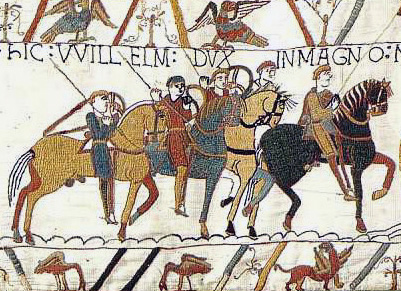
El Tapiz de Bayeux describe la conquista normanda.

Guillermo I fue sucedido por dos de sus hijos: Guillermo II, y luego Enrique I. Este último tomó una controvertida decisión al proclamar a su hija Matilde (la única superviviente) como su heredera. Tras la muerte de Enrique en 1135, uno de los nietos de Guillermo I, Esteban, reclamó el trono, y llegó al poder con el apoyo de la mayoría de los barones. Su débil gobierno, sin embargo, le permitió a Matilde desafiar su reino; como resultado, Inglaterra pronto descendió a un periodo de desorden conocido como la Anarquía. Esteban mantuvo un control del poder bastante precario durante el resto de su vida; no obstante, llegó a un acuerdo según el cual sería sucedido por el hijo de Matilde, Enrique II, quien se convertiría en el primer monarca de la dinastía Angevina o Plantagenet en 1154.    
Los reinados de muchos monarcas de los Angevin se vieron empañados por disturbios y conflictos civiles entre el monarca y la nobleza. Enrique II debió hacer frente a rebeliones lideradas por sus propios hijos, los futuros monarcas Ricardo I y Juan. 
Tras la muerte de Enrique, su hijo Ricardo le sucedió en el trono, quien, sin embargo, permaneció ausente de Inglaterra durante la mayor parte de su reinado, debido a que estaba luchando las Cruzadas en el Oriente Próximo. Cuando Ricardo falleció, su hermano Juan le sucedió, uniendo a Inglaterra e Irlanda bajo una sola monarquía. Su reinado se vio marcado por el conflicto entre los barones, quienes en 1215 le habían presionado a redactar la Magna Carta (en latín, Gran Cartera) con el fin de garantizar los derechos y libertades de la nobleza. Poco después, Juan rechazó la cartera, sumergiendo a Inglaterra en una guerra civil conocida como la Guerra de los Primeros Barones. La misma llegó a su fin abrupto con la muerte de Juan en 1216, dejando la corona en manos de su hijo de nueve años, Enrique III. Los barones, liderados por Simón de Montfort, VI conde de Leicester, se volvieron a rebelar más adelante al reino de Enrique, dando comienzo a la segunda guerra de los Barones. Ésta, no obstante, culminó con una victoria real limpia, y la consecuente ejecución de muchos rebeldes.  
El siguiente monarca, Eduardo I, fue aún más exitoso en cuanto a mantener el poder real, y fue el responsable de la conquista de Gales y del intento por establecer el dominio inglés sobre Escocia. Sin embargo, los triunfos en ese país dieron un retroceso durante el reinado de su sucesor, Eduardo II, quien también se vio acaparado por un desastroso conflicto con la nobleza. Este se vio forzado en 1311 a declinar muchos de sus poderes ante el comité baronil de "ordenadores". No obstante, las victorias militares le ayudaron a recuperar el control en 1322. Pese a esto, Eduardo fue derrocado y ejecutado en 1327 por su esposa Isabel de Francia y su hijo, quien pasó a gobernar como Eduardo III. El nuevo monarca pronto reclamó la Corona francesa, iniciando la Guerra de los Cien Años que enfrentó a Inglaterra y Francia. Las campañas de Eduardo III fueron bastante exitosas, y culminaron con la conquista del territorio francés. Su reinado fue también marcado por el desarrollo del Parlamento, que se había dividido en dos Casas por primera vez. En 1377 muere Eduardo III, dejando la corona a su nieto de diez años, Ricardo II. Este último, al igual que muchos de sus predecesores, mantuvo conflictos con los nobles, principalmente por el intento de retener el poder en sus propias manos. En 1399, mientras se encontraba fuera en Irlanda, su primo Enrique Bolingbroke se hizo con el poder, obligando a Ricardo a abdicar y a ser posteriormente asesinado.
Enrique IV era el nieto de Eduardo III y el hijo de Juan de Gante, duque de Lancaster; de ahí que su dinastía fuera conocida como la Casa de Lancaster. Durante la mayor parte de su reinado, Enrique IV debió hacer frente a complots y rebeliones, debiendo su éxito a la estrategia militar de su hijo, el futuro Enrique V. El reinado de este último, que comenzó en 1413, se vio particularmente libre de disputas internas, dándole al rey libertad para acometer en la Guerra de los Cien Años en Francia. Enrique V resultó victorioso en su conquista; no obstante, su muerte repentina en 1422 dejó a su hijo pequeño Enrique VI a cargo del trono, permitiéndole a los franceses acabar con el dominio inglés. Por otra parte, la escasez de popularidad de los regentes de Enrique VI, y el posterior fracaso de su liderazgo, llevó al debilitamiento de la Casa de Lancaster. Los lancasterianos fueron desafiados por la Casa de York, llamada así en referencia a su jefe, un descendiente de Eduardo III, Ricardo, duque de York. Aunque este falleció en una batalla en 1460, su primogénito Eduardo llevó a los yorkistas a la victoria en 1461. Las Guerras de las Rosas, sin embargo, continuó siendo intermitente durante los reinados de los yorkistas Eduardo IV, Eduardo V, y Ricardo III. Finalmente, el conflicto terminó con éxito para la rama lancasteriana, liderada por Henry Tudor (Enrique VII) en 1485, cuando Ricardo III fue asesinado en la batalla de Bosworth Field.

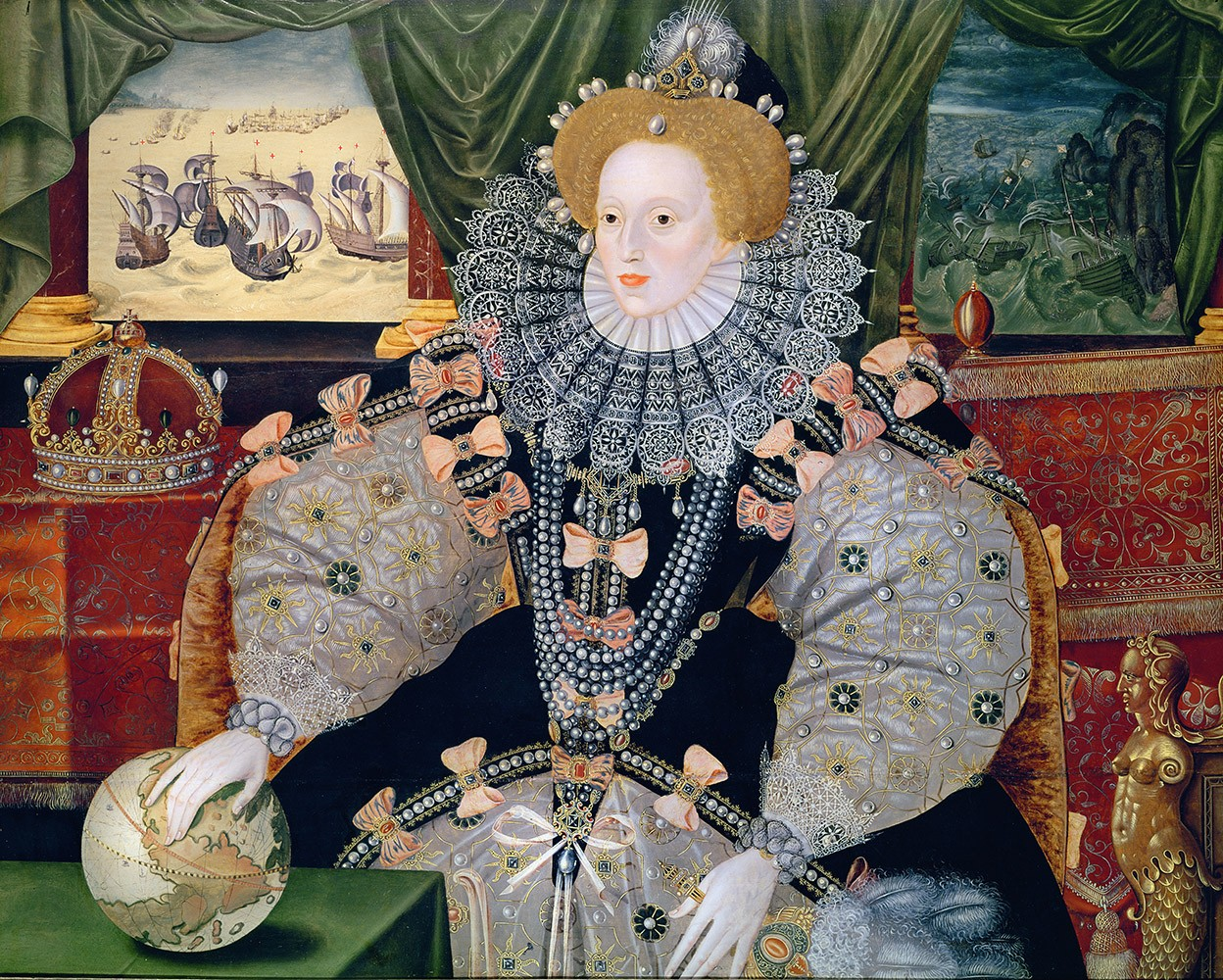
El retrato de Isabel I data aproximadamente de 1588, con el fin de conmemorar la derrota de la Armada española.

El final de la Guerra de las Rosas constituyó un momento decisivo en la historia de la monarquía. La mayor parte de la nobleza fue o bien diezmada en el campo de batalla o ejecutada por su participación en la guerra, y muchos bienes de la aristocracia fueron confiscados por la Corona. Además, el feudalismo decayendo, y las armadas feudales controladas por los barones se volvieron obsoletas. Así, los Tudor pudieron restablecer fácilmente la supremacía absoluta en el reino, y los conflictos con la nobleza que habían invadido a monarcas anteriores llegaron a su fin. El poder de la Corona alcanzó su apogeo durante el reinado del segundo rey Tudor, Enrique VIII. Esta fue una época de gran cambio político; Inglaterra pasó de ser un reino débil a convertirse en uno de los más poderosos de Europa. Tuvo lugar un trastorno religioso, como resultado de las disputas con el papa, lo que llevó a la monarquía a distanciarse de la Iglesia católica y a establecer la Iglesia de Inglaterra. Otro resultado importante del reinado de Enrique VIII fue la anexión de Gales (que había sido conquistado siglos antes, permaneciendo como un dominio aparte) a Inglaterra bajo las Leyes en las Actas de Gales de 1535-1542.
El hijo y sucesor de Enrique VIII, el joven Eduardo VI, prosiguió con más reformas religiosas. Su muerte en 1553, precipitó una crisis de sucesión. Fue cauteloso al no permitir a su media hermana mayor católica, María I, acceder al trono, y a tal fin elevó un testamento en el que designaba a Jane Grey como su heredera, si bien ninguna mujer había reinado jamás sobre Inglaterra. El reinado de Jane, no obstante, duró tan solo nueve días; con un tremendo apoyo popular, María la destituyó, revocó su proclamación como reina, y se autodeclaró como la legítima soberana. María I intentó convertir a Inglaterra al catolicismo, incinerando en el proceso a numerosos protestantes bajo la presunción de herejes. Su fallecimiento en 1558, abrió paso para que su media hermana Isabel I la sucediera, devolviendo a Inglaterra al protestantismo. La era isabelina representó el crecimiento del país. Este momento es a menudo conocido como la "edad dorada" para Inglaterra, principalmente debido a los progresos culturales de William Shakespeare y Francis Bacon, entre otros.

### Monarquía escocesa
En Escocia, como en Inglaterra, las monarquías surgieron tras la retirada de Roma a comienzos del siglo V. Los tres grupos que vivían en Escocia en aquel entonces eran los pictos (que habitaban el reino de Pictavia), los britanos (que se asentaban en varios reinos del sur escocés, incluyendo el reino de Strathclyde), y los gaélicos, o escotos (que más adelante darían su nombre a Escocia), de la provincia irlandesa de Dalriada. Cináed I es tradicionalmente considerado el fundador de la Escocia unida (o reino de Alba). La expansión de los dominios escoceses continuó durante los dos siglos siguientes, debido a que otros territorios como Strathclyde eran subyugados u obtenidos mediante matrimonio dinástico.
Los primeros monarcas escoceses no heredaban la Corona de forma directa; en su lugar, se optó por una costumbre de alternar las partes, como ocurría en Irlanda y previamente entre los pictos. La monarquía se rotaba, pues, entre dos, o a veces tres, ramas de la Casa de Alpín. Sin embargo, como resultado, los linajes dinásticos rivales entraron en conflicto, a menudo de forma violenta. Los problemas relativos a la sucesión se ven especialmente reflejados por el periodo que va desde 942 a 1005, durante el cual siete monarcas consecutivos fueron asesinados o ejecutados en batalla. La rotación de la monarquía entre linajes diferentes llegó a su fin cuando Máel Coluim II asumió el trono en 1005 tras asesinar a muchos opositores. De esta forma, cuando Donnchad I sucedió a Máel Coluim II en 1034, lo hizo como tanista, sin oposición alguna.
En 1040, Donnchad fue derrotado en batalla en manos de Macbeth, tema que trataría la famosa obra de William Shakespeare (La tragedia de Macbeth). Luego, en 1057, el hijo de Donnchad Máel Coluim vengó la muerte de su padre al derrotar y asesinar a Macbeth. Unos meses más tarde, tras el regicidio del hijo de Macbeth, Lulach, Máel Coluim llegó al trono como Máel Coluim III, convirtiéndose en el primer monarca de la Casa de Dunkeld.
A partir de 1107, Escocia se vio brevemente dividida bajo la voluntad de Edgardo, quien separó sus dominios de los de su hermano mayor superviviente Alejandro I (que gobernó el norte de Escocia como rey) y de los de su hermano menor David (que gobernó el sur de Escocia en función de conde). Tras la muerte de Alejandro en 1124, David heredó sus dominios, y Escocia volvió a unificarse una vez más. David fue sucedido por el ineficaz Malcolm IV, y luego por Guillermo el León, cuyo reinado fue el más largo previo a la Unión de las Coronas. Guillermo participó en una rebelión contra el rey Enrique II de Inglaterra; no obstante, ésta fracasó, y Guillermo fue capturado por los ingleses. En un intercambio para su liberación, Guillermo se vio forzado a reconocer a Enrique como su señor feudal. El rey inglés Ricardo I acordó acabar con el pacto en 1189, a cambio de una gran suma de dinero que necesitaba para sus Cruzadas. Guillermo falleció en 1214, y fue sucedido por su hijo Alejandro II. Este, así como su sucesor Alejandro III, intentaron hacerse con las islas occidentales, que se encontraban aún bajo el poder de Noruega. Durante el reinado de Alejandro III, Noruega desplegó una invasión fallida sobre Escocia; el consiguiente Tratado de Perth (1266) reconoció el control escocés sobre las islas del oeste y otras zonas disputadas. 
El fallecimiento de Alejandro III en 1286 llevó a su nieta noruega de tres años, Margarita, al trono. Sin embargo, durante su viaje a Escocia en 1290 Margarita murió en el mar, ocasionando una gran crisis de sucesión, durante la cual hubo trece demandantes rivales por la Corona de Escocia. Muchos líderes escoceses acudieron al rey Eduardo I de Inglaterra para solventar la disputa. Se convocó a una corte con las "facciones" de Balliol y Bruce, cada una nominando a "asesores". Contrario a la opinión popular, Eduardo no eligió a John Balliol para ocupar el lugar de rey. Balliol ganó el apoyo abrumador de la mayoría de los asesores, pero aquel procedió a tratarlo de vasallo, e intentó ejercer una influencia considerable en asuntos escoceses. En 1295, cuando Balliol renunció a su lealtad hacia Inglaterra, Eduardo I invadió y conquistó Escocia. Durante los primeros diez años de las subsiguientes Guerras de la independencia escocesa, Escocia no dispuso de ningún monarca; sin embargo, fue liderada informalmente por William Wallace. Tras la ejecución de Wallace en 1305, Roberto I de Escocia asumió el poder y se proclamó rey. Sus esfuerzos culminaron con éxito, y la independencia escocesa fue reconocida en 1328. No obstante, Roberto murió tan solo un año más tarde, y los ingleses volvieron a invadir con el pretexto de devolver al heredero legítimo de John Balliol, Edward Balliol, al trono. A pesar de ello, tras más campañas militares, Escocia consiguió nuevamente su independencia con el hijo de Roberto I, David II. 

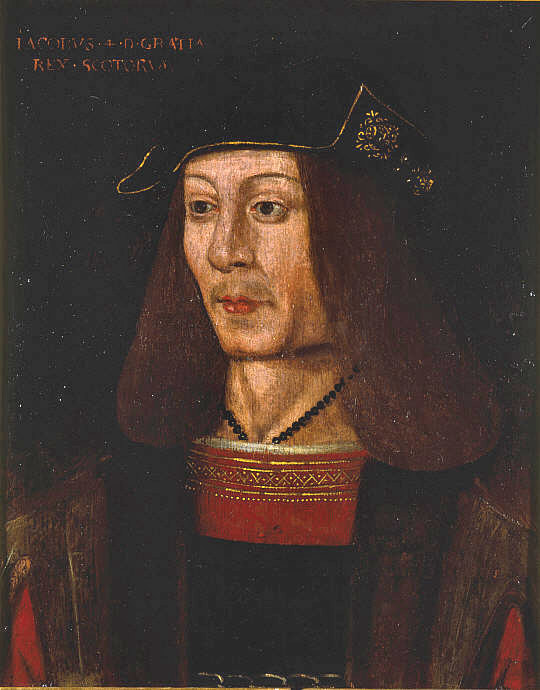
Jacobo IV intentó invadir Inglaterra en 1513, pero fue asesinado en el proceso.

En 1371, David II fue sucedido por Roberto II, el primer monarca escocés desde la Casa de Stewart (más adelante, Estuardo). Los reinados de ambos, Roberto II y su sucesor, Roberto III, se vieron empañados por cierto debilitamiento del poder real. Cuando Roberto III falleció en 1406, los regentes debieron gobernar al país; el monarca, el hijo de Roberto III, Jacobo I, había sido capturado por los ingleses. Tras pagar una importante fianza, Jacobo regresó a Escocia en 1424. Con el fin de restablecer su autoridad, recurrió a medidas despiadadas, incluyendo la ejecución de muchos de sus enemigos. Jacobo II continuó con la política de su padre avasallando a nobles influyentes. Al mismo tiempo, sin embargo, el Parlamento escocés se volvió bastante poderoso, a menudo desafiando abiertamente al propio rey. El poder parlamentario tuvo su auge durante el reinado del ineficaz Jacobo III. Como resultado, Jacobo IV y sus sucesores acostumbraron evitar la convocatoria de sesiones parlamentarias, controlando de ese modo el poder del Parlamento.
En 1513, Jacobo IV inició una invasión a Inglaterra, intentando tomar ventaja de la ausencia del rey inglés Enrique VIII. Sus fuerzas llegaron a ser derrotadas en la batalla de Flodden Field; el rey, al igual que varios nobles mayores, y cerca de diez mil soldados fueron asesinados. Debido a que el hijo y sucesor de Jacobo IV, Jacobo V, era aún un niño, el gobierno fue tomado por los regentes. Al llegar a la adultez, Jacobo V gobernó con éxito hasta otra guerra desastrosa con los ingleses en 1542. Su muerte en el mismo año dejó a la Corona en manos de su hija de seis años, María, por lo que se estableció nuevamente otra regencia. María, de fe católica, reinó en un periodo de cambio religioso en Escocia. Debido al esfuerzo de reformadores como John Knox, se estableció una ascendencia protestante. María despertó el desconcierto tras casarse con un católico, lord Darnley, en 1565. Tras el homicidio de Lord Darnley en 1567, María contrajo matrimonio, incluso bastante más polémico, con James Hepburn, conde de Bothwell, de quien se presuponía era responsable del asesinato de Darnley. La nobleza se rebeló contra la reina, forzándola a renunciar y huir a Inglaterra, donde fue encarcelada y posteriormente ejecutada por Isabel I. La Corona recayó sobre su hijo Jacobo VI, que había sido criado como protestante. Jacobo VI se convertiría más tarde en rey de Inglaterra tras el fallecimiento de la reina Isabel I.

### Unión personal y fase republicana

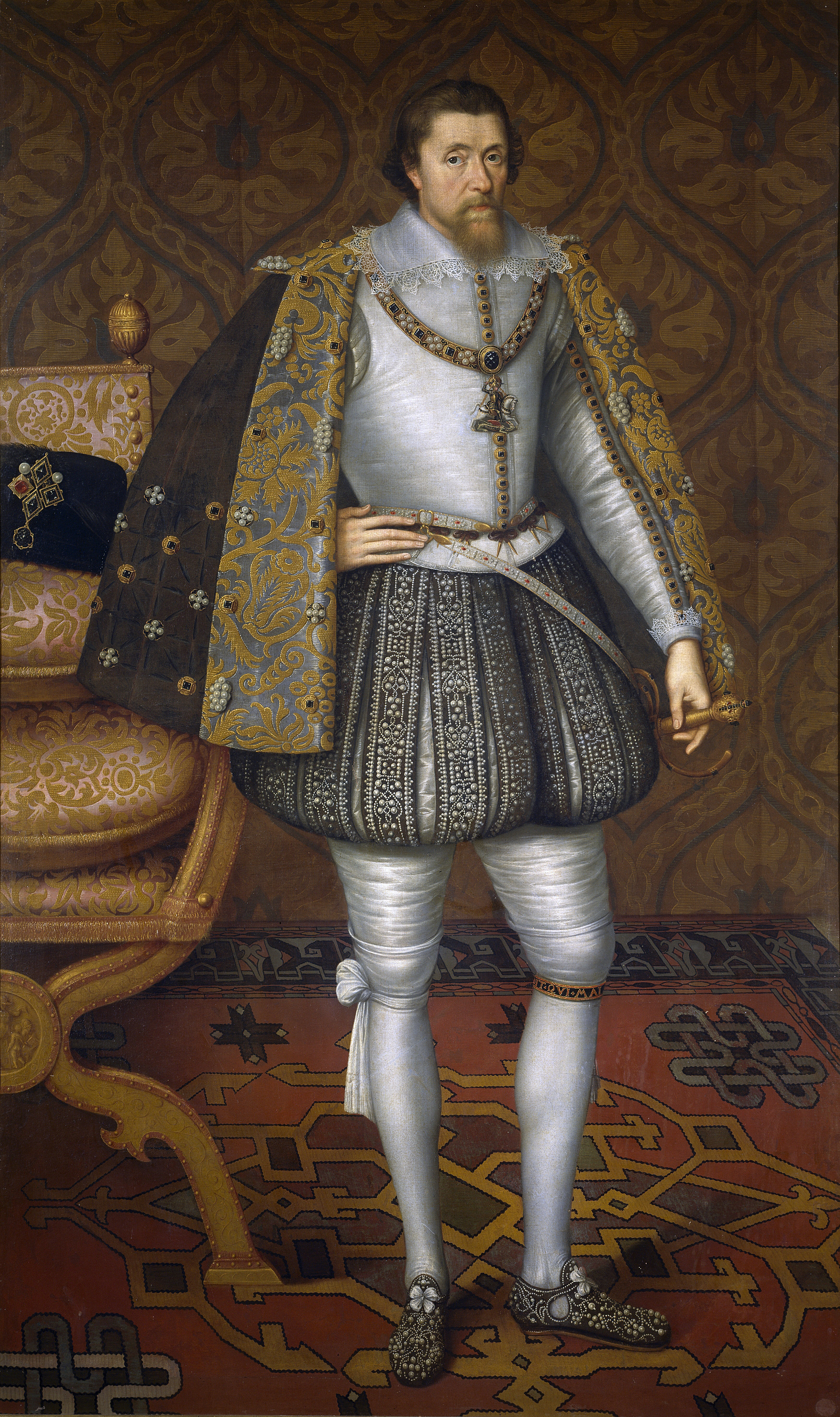
Jacobo VI y I fue el primer monarca en gobernar Inglaterra, Escocia e Irlanda de forma conjunta.

La muerte de Isabel I en 1603 trajo consigo el fin del poder para la Casa de Tudor; no tuvo hijos, por lo que fue sucedida por el rey escocés Jacobo VI, cuya bisabuela materna era la hermana mayor de Enrique VIII. Jacobo VI reinó en Inglaterra como Jacobo I tras lo que se conoció como la Unión de las Coronas. Aunque Inglaterra y Escocia estaban unidas personalmente por un solo monarca –Jacobo I se convirtió en el primer monarca en ostentar el cargo de "Rey de Gran Bretaña" en 1604– siguieron siendo reinos separados. Jacobo pertenecía a la Casa de Estuardo, una casa real cuyos monarcas experimentaban conflictos frecuentes con el Parlamento inglés. Las disputas se debían a menudo por cuestiones de poderes reales y parlamentarios, especialmente el poder de imponer tributos. El conflicto tuvo especial pronunciación durante el reinado del sucesor de Jacobo I Carlos I, quien provocó a la oposición al gobernar sin Parlamento desde 1629 a 1640 (la "Tiranía de los Once Años"), imponiendo tributos de forma unilateral, y adoptando políticas religiosas controvertidas (muchas de las cuales resultaron ofensivas a los presbiterianos escoceses y a los puritanos ingleses). Hacia 1642, el enfrentamiento entre el rey y el Parlamento alcanzó su punto máximo con el comienzo de la Guerra Civil. La contienda acabó con la ejecución del rey, el fin de la monarquía, y el establecimiento de una república conocida como la Mancomunidad de Inglaterra. En 1653, sin embargo, Oliver Cromwell, el líder político y militar más prominente del país, llegó al poder y se proclamó Lord Protector (convirtiéndose efectivamente en dictador militar). Cromwell continuó en el gobierno hasta su muerte en 1658, cuando fue sucedido por su hijo Richard Cromwell. El nuevo Lord Protector demostró poco interés en gobernar, por lo que pronto abdicó, dando lugar al breve restablecimiento de la Mancomunidad. La falta de un liderazgo claro, no obstante, conllevó a un malestar civil y militar, y por un anhelo popular de restablecer la monarquía. La Restauración tuvo lugar en 1660, cuando el hijo de Carlos I, Carlos II fue declarado rey. El establecimiento de la Mancomunidad y el Protectorado se estimó ilegal; Carlos II fue reconocido como el rey de Iure desde la muerte de su padre en 1649.
El reinado de Carlos II se vio envuelto por el desarrollo de los primeros partidos políticos modernos en Inglaterra. Carlos carecía de hijos legítimos, razón por la cual se especulaba que sería sucedido por su hermano católico, Jacobo, duque de York. A partir de ahí surgió un esfuerzo parlamentario por excluir a Jacobo de la línea de sucesión; los "Aborrecedores", que se opusieron, formaron el partido de los Tories, mientras que los "Demandantes," que apoyaban la idea, conformaron el partido Whig. El Proyecto de Exclusión, sin embargo, fracasó en numerosas ocasiones en las que Carlos II disolvió al Parlamento por temor a su aprobación. Tras la disolución del Parlamento en 1681, Carlos reinó como monarca absoluto hasta su muerte en 1685.

## La Revolución Gloriosa
Jacobo II, el católico, sucedió, como se esperaba, a Carlos (que se había convertido al catolicismo en su lecho de muerte). Jacobo buscó tolerancia para los católicos, provocando la ira de muchos protestantes. Una gran mayoría se opuso a las decisiones de Jacobo II de mantener una armada voluble y estable, de asignarles altos cargos políticos y militares a católicos, y de encarcelar a clérigos anglicanos que se sublevaran contra la ley. Como consecuencia, un grupo de nobles protestantes y otros ciudadanos destacados conocidos como los "Siete inmortales" incentivaron a la hija de Jacobo II, María II y a su marido Guillermo de Orange a destituir al rey. Guillermo cumplió, llegando a Inglaterra el 5 de noviembre de 1688, con un gran apoyo público. Al encontrarse con la deserción de muchos de sus oficiales protestantes, Jacobo dejó el poder el 23 de diciembre del mismo año. El 12 de febrero de 1689, la Convención del Parlamento declaró que la partida del rey suponía una renuncia, y que Guillermo III y María II, y no el hijo católico del monarca, Jacobo Francisco Estuardo, serían los soberanos de Inglaterra e Irlanda. El Parlamento escocés (inglés, Scottish Estates) pronto siguió la misma postura.
La derrota de Jacobo es comúnmente conocida como la Revolución Gloriosa, y fue uno de los hechos más importantes en la evolución del poder parlamentario. La Carta de Derechos de 1689 afirmó la supremacía del Parlamento, y declaró que los ingleses retuvieran ciertos derechos, incluyendo la libertad de no abonar aportes tributarios impuestos sin el consentimiento parlamentario. La Carta de Derechos estableció que los futuros monarcas debían ser protestantes, y que por detrás de cualquier hijo de los presentes monarcas, la hermana de María, Ana heredaría la Corona. María murió sin haber dado a luz en 1694, dejando a Guillermo III como único monarca. Hacia 1700 tuvo lugar una crisis política, debido a que todos los hijos de la princesa Ana habían fallecido, dejándola sola en la línea de sucesión. El Parlamento, temiendo que Jacobo II o sus familiares católicos pretendieran reclamar el trono, firmó un Acta de Establecimiento en 1701, en la que se hacía constar que la prima lejana protestante de Guillermo III, Sofía de Hanover, seguiría en la línea de sucesión. El rey muere poco después de la expedición del Acta, dejándole la corona a su cuñada Ana.

### Tras la Unión de las Coronas

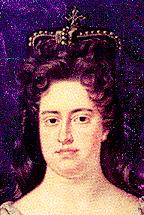
Inglaterra y Escocia se unieron para formar Gran Bretaña en el reinado de Ana.

Tras el acceso de Ana al poder, el tema de la sucesión volvió a ser latente; el Parlamento escocés se mostró molesto debido a que el Parlamento inglés no le consultó sobre la opción de Sofía de Hanover, y aprobó un Acta de Seguridad, amenazando con ponerle fin a la unión personal entre Inglaterra y Escocia. El Parlamento de Inglaterra, por su parte, cobró venganza con el Acta de Alienación de 1705, que perjudicaría a la economía escocesa al ponerle trabas al libre comercio. Como resultado, el Parlamento escocés consintió el Acta de Unión de 1707, bajo el cual Inglaterra y Escocia se unificarían en un solo reino conocido como Gran Bretaña, con reglas de sucesión prescritas y determinadas por el Acta de Establecimiento.  
Por consiguiente, en 1714, la reina Ana fue sucedida por el hijo de la difunta Sofía de Hanover, Jorge I, quien consolidó su posición al derrotar a las rebeliones jacobinas en 1715 y 1719. El nuevo monarca fue menos activo en el gobierno que muchos de sus predecesores, prefiriendo dedicar la mayor parte de su tiempo a los asuntos de sus reinos alemanes. Por este motivo, Jorge I delegó gran parte de su poder en los ministros, especialmente en sir Robert Walpole, a quien se le suele considerar como el primer ministro —no oficial— del Reino Unido, siendo en ese momento el nuevo Jefe del Gobierno. El debilitamiento de la influencia del monarca y el aumento del poder del primer ministro y del Gabinete continuó durante el reinado de Jorge II, pero se detuvo con Jorge III. Este último intentó recuperar gran parte del poder cedido por sus antecesores hanoverianos; también actuó para mantener a los Tories (que estaban más a favor del control real sobre el gobierno que los Whigs) en el poder siempre que le fue posible. El reinado de Jorge III también fue importante debido a la unión de Gran Bretaña e Irlanda a través del Acta de Unión de 1800. Al mismo tiempo, el rey no perdió oportunidad en reclamar la Corona francesa, algo que ya había ocurrido con todos los monarcas ingleses desde Eduardo III. 

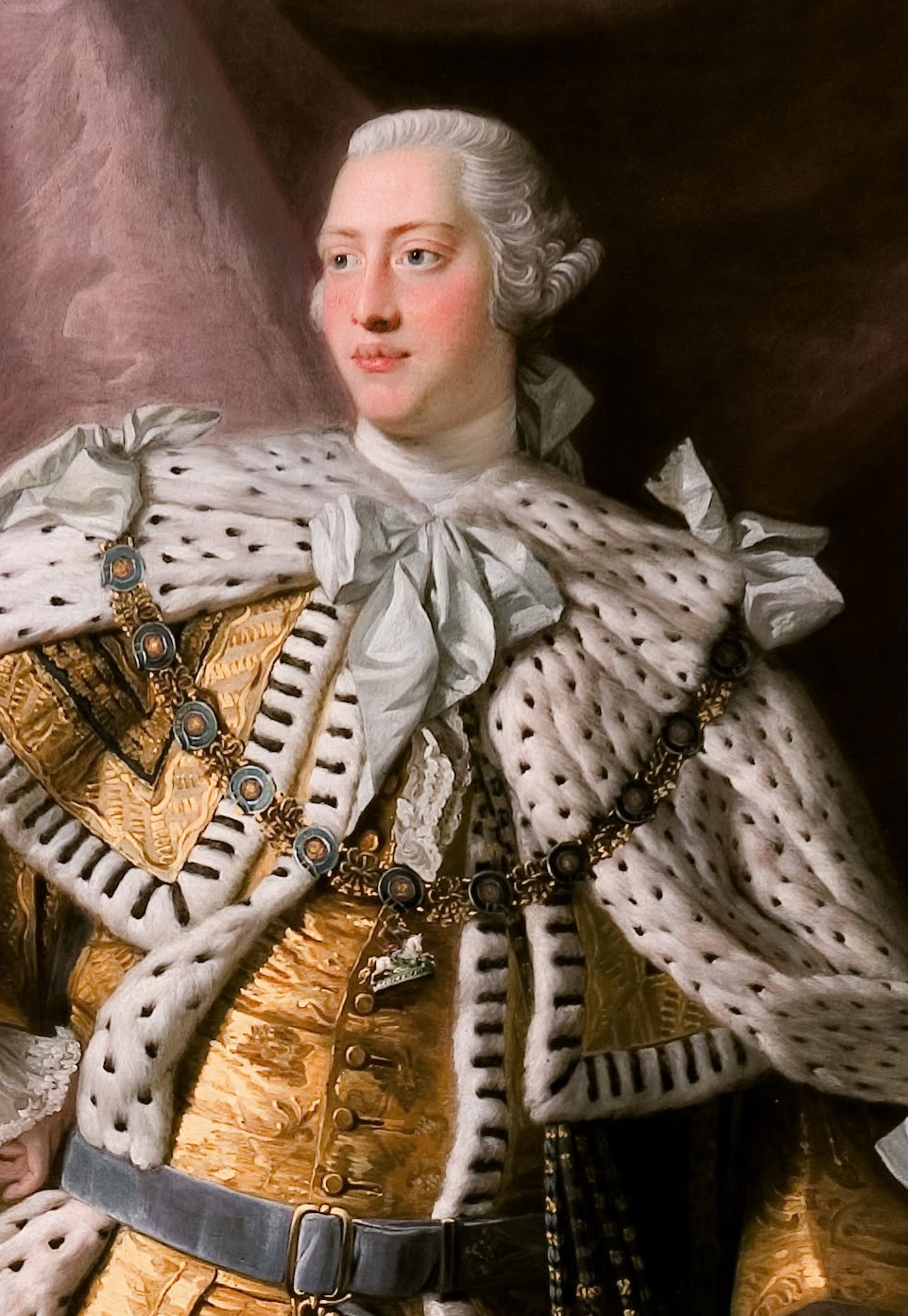
El rey Jorge III impuso su autoridad política en reiteradas ocasiones, a diferencia de sus dos predecesores hanoverianos.

Desde 1811 a 1820, Jorge III mostró problemas psíquicos, que obligaron a su hijo, el futuro rey Jorge IV, a gobernar como príncipe regente. Durante la regencia, y más tarde en su propio reinado, Jorge IV continuó manteniendo lo que le quedaba de autoridad real, en vez de cederla al Parlamento o al Gabinete. Su sucesor, Guillermo IV, intentó hacer lo mismo, aunque con muy poco éxito. En 1834, Guillermo despidió al primer ministro William Lamb segundo vizconde de Melbourne y perteneciente a los Whigs, por diferencias políticas, y en su lugar asignó a un Tory, sir Robert Peel. En las siguientes elecciones, sin embargo, los Whigs mantuvieron una amplia mayoría en la Casa de los Comunes; obligaron a Peel a renunciar tras bloquear buena parte de su legislación, y, por consiguiente, dejando al rey sin ninguna otra salida que la de renombrar a Lord Melbourne. A partir de 1834, ningún monarca ha nombrado o despedido a un primer ministro contrario a la voluntad de los elegidos por forma democrática en la Casa de los Comunes. El reinado de Guillermo IV se vio además afectado por la aprobación del Acta de Gran Reforma, que modificó la representación parlamentaria y abolió a muchos municipios decadentes. El acta, junto a otras aprobadas más tarde en ese siglo, llevó a la expansión del sufragio electoral, y a la consagración de la Casa de los Comunes como la rama más importante del Parlamento.  
La transición final a una monarquía constitucional se efectuó durante el reinado de la sucesora de Guillermo IV, la reina Victoria. Como mujer, Victoria no podía gobernar Hanover; por ello, la unión personal del Reino Unido y Hanover había llegado a su fin. La era victoriana fue un momento importante en la historia del país, y se caracterizó por un gran cambio cultural, por un proceso tecnológico, y por el establecimiento del Reino Unido como una de las primeras potencias mundiales. En reconocimiento al poder británico sobre la India, Victoria fue declarada emperatriz de ese país en 1876. No obstante, el reinado se vio afectado por el incremento del apoyo por parte del movimiento republicano, debido en parte al luto permanente de Victoria y al gran periodo de aislamiento tras la muerte de su esposo en 1861.
El hijo de Victoria, Eduardo VII, se convirtió en el primer monarca del Ducado de Sajonia-Coburgo-Gotha en 1901. A pesar de ello, en 1917, el siguiente monarca, Jorge V, sustituyó a "Sajonia-Coburgo-Gotha" por "Windsor" debido a los recelos que existían hacia los alemanes ocasionados por la Primera Guerra Mundial. El reinado de Jorge V también sufrió la fragmentación de Irlanda en Irlanda del Norte, que continuó formando parte del Reino Unido, y la República independiente de Irlanda en 1922.

### Monarquía en Irlanda
En el siglo XII, el papa Adriano IV consintió al rey Enrique II de Inglaterra tomar posesión de Irlanda. Hecho que ocurrió debido a que la Iglesia cristiana irlandesa en aquel entonces no seguía al catolicismo y poseía varias creencias consideradas de herejes. De esta forma, el papa pretendió que el monarca inglés se anexara a Irlanda, transformando a la Iglesia irlandesa en una Iglesia católica. Adriano IV le garantizó la isla al rey de Inglaterra como un territorio feudal bajo liderazgo papal.  
Alrededor de 1170 el rey Dermot MacMurrough de Leinster fue destituido y el país fue tomado por su enemigo, el rey Rory O'Connor de Connaught. Dermot consiguió escapar a Inglaterra y recurrió a Enrique en busca de apoyo. Aquel se negó pero llegó a un acuerdo en el que le permitiría el manejo de un grupo de aristócratas y aventureros anglo-normandos, comandados por Richard de Clare, conde de Pembroke, (más conocido como Strongbow) con el fin de ayudarle a recuperar el trono. Dermot y sus aliados anglo-normandos triunfaron y volvió al poder como legítimo rey de Leinster. Como recompensa, Dermot autorizó a de Clare a casarse con su hija (Aoife de Leinster conocida como Eva la roja). Cuando el monarca irlandés falleció en 1171, de Clare heredó el trono y pasó a ser el nuevo rey de Leinster. Hecho que hizo temer a Enrique II que de Clare hiciese de Irlanda un estado rival normando o un lugar de refugio para los anglosajones, por lo que se aprovechó de la bula papal Laudabiliter y con el consentimiento del papa se apoderó de Irlanda. Llegó a la isla acompañado de sus efectivos ingleses y obligó a de Clare y a otros aristócratas anglo-normandos en la isla, así como a algunos caciques gaélicos irlandeses a reconocerlo como su amo supremo. Tras esto, Enrique fue considerado Lord de Irlanda bajo liderazgo papal.   
Hasta 1541 la isla continuó en la misma situación. Para ese entonces, el rey Enrique VIII de Inglaterra había roto con la Iglesia Católica y puesto al país a merced del protestantismo. La garantía papal que apoyaba la toma de la isla por la monarquía inglesa quedó sin efecto. Razón por la cual en el mismo año, convocó a una junta del Parlamento irlandés que le permitiese cambiar su título de soberanía sobre el país. Así, este pasó de ser Lord a rey de Irlanda, y por consiguiente haciendo de ella un reino en unión personal con el reino de Inglaterra. 
Irlanda continuó en la misma posición hasta 1800, cuando el Acta de Unión fusionó a Gran Bretaña y al reino de Irlanda en un solo reino conocido como Reino Unido de Gran Bretaña e Irlanda. Esta última continuó siendo una parte integral del Reino Unido hasta 1922, cuando la mayor parte se independizó como un Estado libre irlandés. De esta manera, Irlanda constituyó un reino aparte con el mismo monarca que Gran Bretaña en unión personal desde su independencia en 1922 hasta 1949, cuando lo que se había convertido en Irlanda del Sur adquirió el estatuto de república y cortó toda relación con la monarquía, mientras Irlanda del Norte siguió siendo leal a la Unión y a la Corona, creando por consiguiente al Reino Unido de Gran Bretaña e Irlanda del Norte.

### De Imperio a Mancomunidad

Mapa de los dominios de la Mancomunidad sobre los cuales reinó alguna vez el monarca británico, pero donde ahora la Corona ha sido "dividida" de manera que un soberano en común reina de forma separada como monarca en cada nación.

En un principio, la Corona operaba sobre todo el Imperio británico como una sola entidad. La Corona británica fue considerada unitaria, con la cual todas las colonias y dominios guardaban una relación de subordinación. Sin embargo, la Declaración de Balfour de 1926 establecía que los dominios eran "comunidades autónomas dentro del imperio británico, en iguales condiciones, y de ninguna forma subordinadas una a la otra en aspecto alguno de sus asuntos internos o externos". En 1931 se aprobó el Estatuto de Westminster, que ponía fin al derecho del gobierno en Londres de aconsejar al rey sobre las acciones a seguir en relación con los dominios individuales. Como resultado, la Corona unitaria británica que operaba sobre todo el imperio fue reemplazada por coronas separadas para cada dominio. De esta forma, la institución de la monarquía dejó de ser exclusivamente británica, y su corona particular quedó limitada dentro de los confines de la jurisdicción que le ocupaba, esto es, el Reino Unido. Una muestra de ello es que mientras Jorge VI era una sola persona, era asimismo por separado el rey de Australia y Canadá, y así sucesivamente con otros territorios. La "división" aumentó aún más con la consiguiente patriación de la constitución de cada dominio respecto al Reino Unido, en décadas posteriores.
Un académico constitucional canadiense, Richard Toporoski, sostuvo: «Estoy perfectamente preparado para reconocer, incluso afirmar felizmente, que la Corona británica ya no existe en Canadá, pero eso es porque la realidad legal me indica que de algún modo, la Corona británica ya no existe en Gran Bretaña: la Corona trasciende en Bretaña tanto como lo hace en Canadá. Uno puede entonces hablar de "la Corona británica" o de la "Corona canadiense" o incluso de la Corona "barbadiana" o "tuvaluana", pero a lo que uno se refiere con el término es a la Corona actuando o expresándose dentro del contexto de esa jurisdicción en particular».
Antiguamente todo miembro de la Mancomunidad británica era un dominio de la misma. No obstante, cuando India se convirtió en una república en 1950, se decidió que se le permitiría permanecer en la Mancomunidad, aunque ya no fueran a compartir un monarca común con los otros dominios o reinos de la organización. De todas formas se optó porque el monarca británico fuera reconocido como el "Jefe de la Mancomunidad" en todos sus Estados miembros, ya fueran estos reinos o no. La posición es puramente ceremonial, y no está acompañada de poder político.

#### Países y territorios que tienen como jefe del Estado al monarca británico
Cada país tiene un gobernador general elegido por el monarca del Reino Unido (previa aprobación del Parlamento del país correspondiente), mientras que los territorios tienen gobernadores escogidos por el Gobierno británico. Cada uno de ellos actúa como representante del soberano. Los gobernadores suelen llevar a cabo funciones ceremoniales y de representación en nombre del monarca en su calidad de jefe de Estado. Sus poderes vienen determinados por las constituciones nacionales o por las leyes británicas en el caso de territorios dependientes del Reino Unido.
América
- Antigua y Barbuda
- Bahamas
- Belice
- Canadá
- Granada
- Jamaica
- San Cristóbal y Nieves
- Santa Lucía
- San Vicente y las Granadinas

Europa
- Reino Unido
  - Acrotiri y Dhekelia (Akrotiri and Dhekelia)
    - Bases soberanas del Reino Unido en la isla de Chipre.

  - Anguila (Anguilla)
    - Se ubican en las Antillas Menores, Mar Caribe (Comprende entre otras las siguientes islas: Anguila, Anguillita, Dog, Prickly Pear, Sandy, y Sombrero).

  - Bermudas (Bermuda)
    - Se ubican en América del Norte en el Atlántico, comprenden más de 150 islas, las más importantes son: Gran Bermuda, Saint George, Saint David, Somerset, Irlanda, Boaz).

  - Islas Georgias del Sur y Sandwich del Sur (South Georgia and South Sandwich Islands)
    - Se ubican en el océano Atlántico Sur, comprende las islas Georgias del Sur y Sandwich del Sur.

  - Islas Caimán (Cayman Islands)
    - Se ubican al noroeste de Jamaica, en el Mar Caribe, Comprende tres islas: Gran Caimán, Caimán Brac, y Pequeño Caimán.

  - Islas Malvinas (Falkland Islands)
    - Se ubican en el océano Atlántico Sur, comprenden más de 200 islas, las más importantes son: la isla Gran Malvina y la isla Soledad.

  - Islas Pitcairn (Pitcairn Islands)
    - Se ubican en el océano Pacífico dentro de Polinesia) (Comprenden las islas Pitcairn, Sandy, Oeno, Henderson y Ducie).

  - Islas Turcas y Caicos (Turks and Caicos Islands)
    - Se ubican en el océano Atlántico al norte de Cuba, incluye las islas Turcas: (Gran Turca, Cayo Sal) y las islas Caicos: (Caicos del Oeste, Providenciales, Caicos del Norte, entre otras).

  - Islas Vírgenes Británicas (British Virgin Islands)
    - Se ubican en las Antillas Menores, en aguas del mar Caribe, Comprende entre otras islas las siguientes: Tórtola, Virgen Gorda, Jost Van Dyke, Anegada.

  - Gibraltar
    - Se ubica en el Peñón de Gibraltar entre el mar Mediterráneo y el océano Atlántico, en el sur de la península ibérica.

  - Montserrat
    - Se ubica en las Antillas Menores, en aguas del mar Caribe Comprende la Isla de Montserrat.

  - Santa Elena, Ascensión y Tristán de Acuña (Saint Helena, Ascension and Tristan da Cunha).
    - Se ubica en el océano Atlántico sur al oeste de África se trata de varios archipiélagos divididos entre Santa Elena (122 km²), Ascensión (91 km²) y Tristán de Acuña (207 km²).

  - Territorio Antártico Británico (British Antarctic Territory).
    - Es una reclamación que abarca todas las tierras al sur del paralelo 60° S, entre el meridiano 20° O y 80° O, pero sujeta a las disposiciones y limitaciones del Tratado Antártico.

  - Territorio Británico en el Océano Índico (British Indian Ocean territory)
    - 70 islas en el Océano Índico, (Comprende los archipiélagos de Chagos, Aldabra, Farquhar y las islas de Des Roches siendo la más grande Diego García con 44 km²).

Oceanía
- Australia
- Nueva Zelanda
- Papúa Nueva Guinea
- Islas Salomón
- Tuvalu

### Tras el Imperio

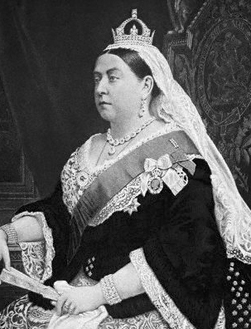
El reinado de Victoria ha sido el segundo más largo en la historia del Reino Unido.

La muerte de Jorge V en 1936 estuvo seguida por el ascenso del trono de Eduardo VIII, quien causó estupor público al anunciar su deseo de contraer matrimonio con una mujer divorciada estadounidense Wallis Simpson, incluso cuando la Iglesia de Inglaterra se oponía al nuevo matrimonio tras el divorcio. Como se esperaba, Eduardo hizo pública su intención de renunciar; los Parlamentos del Reino Unido y otros dominios de la Mancomunidad aceptaron su solicitud. Eduardo VIII y cualquier hijo de su nueva esposa quedarían excluidos de la línea de sucesión, y en su lugar la Corona iría para su hermano Jorge VI. El nuevo monarca sirvió como una figura de unidad para los británicos durante la Segunda Guerra Mundial, realizando visitas, con el fin de incentivar la moral de sus tropas, así como otros recorridos a fábricas de municiones y a zonas bombardeadas por la Alemania nazi. Jorge VI fue además el último monarca británico en retener el título de "emperador de la India", un título que fue revocado cuando India obtuvo su independencia en 1947. 
El fallecimiento de Jorge VI en 1952 fue seguido por el ascenso al trono de Isabel II, fallecida en 2022, siendo sucedida por Carlos III. Al igual que sus recientes antecesores, Carlos III continúa ejerciendo como monarca constitucional. Durante el reinado de Isabel II, ha habido cierto apoyo hacia el movimiento republicano, principalmente debido a la publicidad negativa vinculada a la familia real, como es el caso del divorcio del príncipe Carlos y de la princesa Diana de Gales. A pesar de ello, una vasta mayoría del público británico apoya la continuación de la monarquía.

## Sucesión
La sucesión se gobierna en varias promulgaciones, siendo las más importantes la Carta de Derechos de 1689 y el Acta de Establecimiento de 1701. Las reglas de sucesión no son fijas, sino que pueden ser modificadas por una Acta parlamentaria. Sin embargo, el Reino Unido se encuentra en unión personal con otros dominios o reinos de la Mancomunidad, por lo que si este cambia las normas de sucesión sin el previo consentimiento de aquellos, la monarquía compartida podría llegar a su fin. 
La sucesión se da conforme a la primogenitura, preferentemente masculina, bajo la cual los hijos heredan antes que las hijas, y los hijos mayores lo hacen antes que los menores del mismo sexo. El Acta de Establecimiento, sin embargo, restringe la sucesión a los descendientes naturales, y por lo tanto no adoptivos, de Sofía de Hanover (1630-1714), nieta de Jacobo I. La preferencia existente en la sucesión de los hijos varones sobre las hijas ha terminado a partir del Acuerdo de Perth (28/10/2011) y la subsiguiente modificación legal plasmada en la Succession to the Crown Act 2013. Estas modificaciones legales no tienen efectos retroactivos, siendo aplicables únicamente a los herederos nacidos desde el 28 de octubre de 2011.

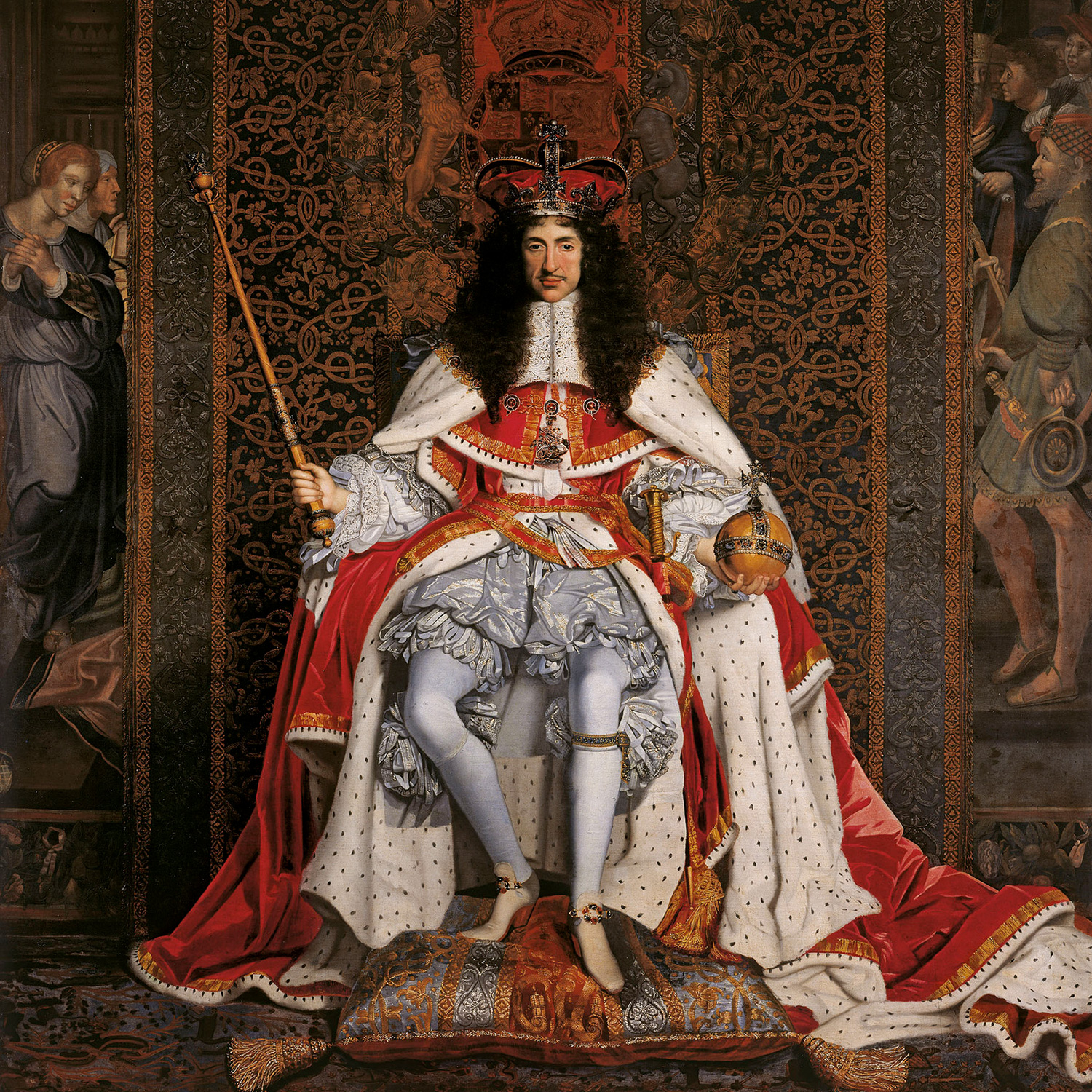
El soberano es coronado en la abadía de Westminster, como consta en el presente retrato del rey Carlos II.

La Carta de Derechos y el Acta de Establecimiento también incluyen ciertas restricciones religiosas, que fueron impuestas como resultado de la desconfianza de la población inglesa hacia el catolicismo a finales del siglo XVII. Lo más importante es que solo los individuales que son protestantes en el momento de sucesión son asimismo los que heredarán la Corona. Además, una persona que en su momento haya sido católica o haya contraído matrimonio con otra persona de esa religión, también se verá imposibilitada de sucesión. Por lo tanto, alguien que no se encuentra capacitado para heredar la Corona se le considera «muerto naturalmente» para los propósitos de sucesión; las descalificaciones no se extienden, sin embargo, a sus descendientes. De forma reciente, ha habido intentos de suprimir las restricciones religiosas (especialmente las vinculadas al catolicismo), aunque dichas proposiciones permanecen sin efecto.
Respecto al «fallecimiento en la Corona» (la muerte de un soberano), su heredero le sucede inmediata y automáticamente, sin necesidad de confirmación o ceremonia alguna (de aquí la frase, «¡El rey ha muerto; larga vida al rey!»). No obstante, se acostumbra para la asunción del soberano, ser proclamado públicamente por un Consejero de Asunción, que se encuentra en el palacio de St. James. Luego de que ha transcurrido un periodo prudencial de luto, el soberano es además coronado en la abadía de Westminster, normalmente por el arzobispo de Canterbury. La coronación no es imprescindible para que el soberano pueda reinar; por ejemplo, Eduardo VIII nunca llegó a ser coronado, pero aun así fue, sin ninguna duda, monarca durante su corto reinado. 
Tras asumir el trono, el rey o la reina continúa reinando hasta su muerte. Los monarcas no tienen permitido renunciar de forma unilateral; el único rey que ha renunciado voluntariamente ha sido Eduardo VIII en 1936, y lo hizo con la autorización de un acta especial del Parlamento (Acta de Declaración de la Renuncia de Su Majestad de 1936). Históricamente, sin embargo, numerosos reinados han acabado debido a procedimientos extraoficiales; muchos monarcas fueron asesinados, derrocados, u obligados a renunciar, principalmente durante los siglos XIV y XV. El último monarca removido del cargo de forma involuntaria fue Jacobo II, quien dejó el reino en 1688 durante la Revolución Gloriosa; un hecho que fue interpretado por el Parlamento como una renuncia.

## Regencia

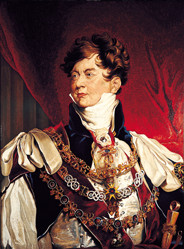
El rey Jorge IV ofició de regente tras el deterioro mental de su padre, Jorge III, hacia finales de su reinado.

Conforme a las actas de Regencia de 1937 y 1953, los poderes del monarca que no haya alcanzado los dieciocho años de edad, o que se encuentre mental o físicamente incapacitado, pasarán a ser ejercidos por un regente. Para ello, se debe constatar una incapacidad física o mental, y lo harán al menos tres de los siguientes individuos: la esposa del soberano (o el marido de la soberana), el portavoz del Parlamento y de la Casa de los Lores (Lord Speaker), el portavoz de la Casa de los Comunes, el Lord Chief de Inglaterra y Gales, y el Master of the Rolls. La declaración de tres o más de estas mismas personas es asimismo necesaria para terminar la regencia y permitirle al monarca retomar el poder. 
Cuando hace falta una regencia, el siguiente individuo cualificado en la línea de sucesión se vuelve regente; para esto no se requiere de ningún voto parlamentario especial ni de otro procedimiento de confirmación. El regente debe tener al menos veintiún años (dieciocho en el caso del heredero presuntivo o aspirante a serlo), ser ciudadano británico, y estar domiciliado en el Reino Unido. No obstante, se tomaron medidas especiales para la reina Isabel II mediante el Acta de Regencia de 1953, según la cual se establecía que el príncipe Felipe de Edimburgo, o sea, el esposo de la monarca, podía oficiar de regente en determinadas circunstancias. El único que ofició de regente antes de subir al trono fue el que sería Jorge IV, que tomó el control del reinado mientras su padre, Jorge III, se encontraba mentalmente incapacitado (1811-1820). 
Durante un periodo de enfermedad física o ausencia en el reino, el soberano puede delegar temporalmente sus funciones a los consejeros de Estado, a su esposa o esposo (en caso de ser soberana), y a las primeras cuatro personas calificadas en la línea de sucesión. Tras el inicio del reinado de Carlos III en 2022, la Casa Real solicitó al Parlamento la aprobación de una ley que pretendía ampliar el número de consejeros de Estado, excepcionalmente, para los miembros activos de la familia real británica[cita requerida]. Los requisitos para los consejeros de Estado son los mismos que para los regentes. Actualmente, los consejeros de Estado son: la reina consorte, el príncipe de Gales, el duque de Sussex, el duque de York, la princesa Beatriz de York, el duque de Edimburgo y la princesa real.

## Función política

La Corona de San Eduardo (corona real británica) junto a la cimera del monarca de aquel país.

Corona y cimera del monarca británico en Escocia.

Si bien los poderes del monarca son en teoría amplios, son limitados en la práctica. Como un monarca constitucional, el soberano actúa dentro de las obligaciones de la convención y el precedente, casi siempre ejerciendo la prerrogativa real siguiendo el consejo del primer ministro y otros ministros. Estos, junto al primer ministro, son los responsables de la Casa de los Comunes (elegida de forma democrática), y a través de ella, de la gente. 
Siempre que así lo requiera, el soberano es responsable por el nombramiento de un nuevo primer ministro. El procedimiento se formaliza en una ceremonia conocida como el "Beso de las Manos" (inglés, kissing hands). De acuerdo con convenciones constitucionales no establecidas, el soberano podrá asignar al individuo más propenso a mantener el apoyo de la Casa de los Comunes: generalmente, el líder del partido que cuenta con una mayoría en esa Casa. Si ningún partido alcanza la mayoría (un hecho poco común dado el sistema electoral británico de First Past the Post), dos o más grupos podrán formar una coalición, donde el líder establecido por acuerdo unánime será nombrado primer ministro. Frente a un "parlamento de representación exactamente proporcional" (hung parliament) en el cual ningún partido o coalición llega a la mayoría, el monarca obtiene un grado de latitud superior en su elección del primer ministro. Pese a ello, sin embargo, el individuo con mayor tendencia a recibir el apoyo de los Comunes, por lo general el líder del partido más grande, será asignado al cargo. De esta manera, por ejemplo, Harold Wilson fue nombrado primer ministro poco después de las elecciones general de febrero de 1974, aun cuando su partido laborista (Labour Party) no poseía una mayoría. También se ha sugerido que si en la misma situación, un gobierno minoritario intentara disolver al Parlamento para convocar una elección temprana con el solo fin de reforzar su posición, el monarca puede rehusarse, y en su lugar, avalar que los partidos de la oposición formen un gobierno de coalición. Sin embargo, el gobierno minoritario de Harold Wilson, electo en febrero de 1974, logró convocar con éxito una anticipada elección en octubre de ese año, con la que obtuvo la mayoría.  
El soberano asigna y despide al Gabinete y a otros ministros bajo previo consejo del primer ministro. El monarca puede, de forma unilateral, despedir a un primer ministro. El último monarca en remover unilateralmente a un primer ministro fue Guillermo IV, que despidió a William Lamb, II vizconde de Melbourne, en 1834. En general, el mandato de un primer ministro llega a su fin solo en caso de muerte o renuncia (en algunas circunstancias, se solicita su renuncia; véase primer ministro del Reino Unido).
El monarca mantiene una audiencia semanal con el primer ministro, así como audiencias regulares con otros miembros del Gabinete. El monarca podrá expresar su punto de vista, así como Walter Bagehot, un escritor constitucional del siglo XIX, resume este concepto: «el soberano tiene, frente a una monarquía constitucional... tres derechos —el derecho a ser consultado, el derecho a incentivar, y el derecho a advertir—».
Todo miembro del Gabinete que desee ausentarse del Reino Unido por alguna razón, excepto por visitas oficiales a la Unión Europea o a la OTAN, deberá solicitar la aprobación del monarca para poder abandonar el país, y debe informar al mismo tiempo a «Su Majestad... sobre los arreglos previstos para la administración del Departamento de Ministros durante su ausencia».
El monarca mantiene una relación similar con los gobiernos delegados de Escocia y Gales. Actualmente, Irlanda del Norte no posee un gobierno delegado; su Asamblea y el ejecutivo se han visto suspendidos. El soberano nombra al ministro principal de Escocia, pero sobre la base de la nominación del Parlamento escocés. El ministro principal de Gales, por otro lado, es elegido directamente por la Asamblea Nacional de Gales aunque nombrado por el soberano. En asuntos escoceses, el soberano interviene según el consejo o recomendación del Ejecutivo escocés. No obstante, como la delegación es más limitada en Gales, el soberano interviene conforme al consejo del primer ministro y el Gabinete del Reino Unido en asuntos galeses. 
El soberano es el jefe de Estado del Reino Unido. Los juramentos de lealtad van destinados al monarca, no al Parlamento o a la nación. Además, Dios salve al rey (o Dios salve a la reina, si el soberano es de sexo femenino) es empleado como himno nacional británico. El rostro del monarca figura, asimismo, en sellos postales, monedas y billetes expedidos por el Banco de Inglaterra. Los billetes impresos por otros bancos británicos, como el Banco de Escocia y el Banco de Úlster, no describen al soberano.

## Prerrogativa real

Emblema de la Orden de la Liga.

Los poderes que pertenecen a la Corona son conocidos de forma conjunta como la Prerrogativa real. Ésta comprende muchos poderes (como los poderes para firmar tratados o enviar embajadores), así como ciertos deberes — proteger el reino y mantener a salvo a la reina). No obstante, debido a que la monarquía británica es constitucional, el monarca ejerce la prerrogativa real bajo consejo de los ministros. No se requiere de aprobación parlamentaria para el ejercicio de la prerrogativa real; además, el consentimiento de la Corona debe obtenerse antes de que cada Casa pueda debatir sobre una carta que afecte las prerrogativas o intereses del soberano. Si bien la prerrogativa real es extensa, no es ilimitada. Por ejemplo, el monarca no dispone de la prerrogativa para imponer o recolectar tributos; tal acción requiere de la autorización de un Acta del Parlamento.   
El soberano es uno de los tres integrantes del Parlamento; los otros son la Cámara de los Lores y la Cámara de los Comunes. Es prerrogativa del monarca convocar, prorrogar y disolver al Parlamento. Cada sesión parlamentaria comienza con las convocatorias del monarca. La nueva sesión parlamentaria se encuentra marcada por la ceremonia de apertura del Parlamento, durante la cual el soberano emite un discurso desde el Trono en la Cámara de la Cámara de los Lores, perfilando la agenda legislativa del gobierno. La prórroga suele ocurrir cerca de un año después de que la sesión ha dado comienzo, y culmina a esta última formalmente. La disolución termina con el mandato parlamentario (el cual dura un máximo de cinco años), y es seguido por elecciones generales para todas las bancas de la Casa de los Comunes. El tiempo de disolución puede verse afectado por una variedad de factores; el primer ministro normalmente elige el momento político más oportuno para su partido. El soberano puede negarse teóricamente a una disolución. (Véase Principios de Lascelles). Ningún mandato parlamentario puede durar más de cinco años. La disolución es automática al final de cada periodo, bajo el Acta del Parlamento de 1911. 
Todas las leyes son promulgadas por el monarca, aunque formuladas en el Parlamento. Las palabras "SEA PROMULGADO por la más excelente majestad del rey (o reina), por y con el consejo y consentimiento de los lores espirituales y temporales, y comunes, en este Parlamento reunido de forma presente, y por la autoridad que le ocupa, como sigue", conocidas como la fórmula de promulgación, forman parte del Acta del Parlamento. Antes de que una carta o proyecto pueda convertirse en ley, se requiere el consentimiento real, esto es, la aprobación del monarca. El soberano puede, en teoría, tanto garantizar el consentimiento real (convertir el proyecto en ley) o aplazarlo, o sea, vetarlo. 
La prerrogativa real es amplia con respecto a los asuntos internos. La Corona es responsable por el nombramiento o el despido de ministros, consejeros privados, miembros de varias agencias ejecutivas, y otros oficiales. Sin embargo, los asignados son sugeridos por el primer ministro, o por los ministros en caso de puestos menos importantes, y el monarca suele seguir su sugerencia. Además, el monarca es el comandante en jefe de las Fuerzas Armadas (la Armada británica, la Marina Real, y la Fuerza Aérea Real). Es la prerrogativa del soberano la de declarar la guerra, la paz, y dirigir las acciones de la milicia, aunque el primer ministro le asesora en la dirección de facto de las fuerzas armadas británicas. Muchos de los poderes prerrogativos del soberano son ejercidos a través del Consejo Privado del Reino Unido.   
La prerrogativa real, asimismo, se extiende a asuntos exteriores. El soberano puede negociar o ratificar tratados, alianzas, y acuerdos internacionales, para lo que no se requiere aprobación parlamentaria. No obstante, un tratado no puede alterar las leyes internas del Reino Unido; para estos casos se necesita de una Acta del Parlamento. El soberano también acredita a los altos comisionados y embajadores británicos, y recibe a diplomáticos de otros estados. Los pasaportes británicos son impresos, además, en nombre del monarca. 
Aparte de ello, el soberano es estimado como fuente de justicia, y es responsable de rendirla en todos los aspectos. El soberano no manda personalmente sobre casos judiciales; en su lugar, las funciones judiciales son interpretadas en su nombre. Por ejemplo, las persecuciones son llevadas a cabo en su persona, y las cortes derivan su autoridad de la Corona. La ley común sostiene que el soberano "no puede hacer mal"; el monarca no puede ser perseguido en sus propias cortes por ofensas criminales. El Acta de Procedimientos de la Corona de 1947 permite los juicios contra la Corona en su capacidad pública (esto es, demandas contra el gobierno). Sin embargo, las demandas de forma personal contra el monarca no son reconocidas. El soberano también ejerce la "prerrogativa de gracia", y puede perdonar las ofensas hacia la Corona. Esto puede tener lugar antes, durante o después del juicio.

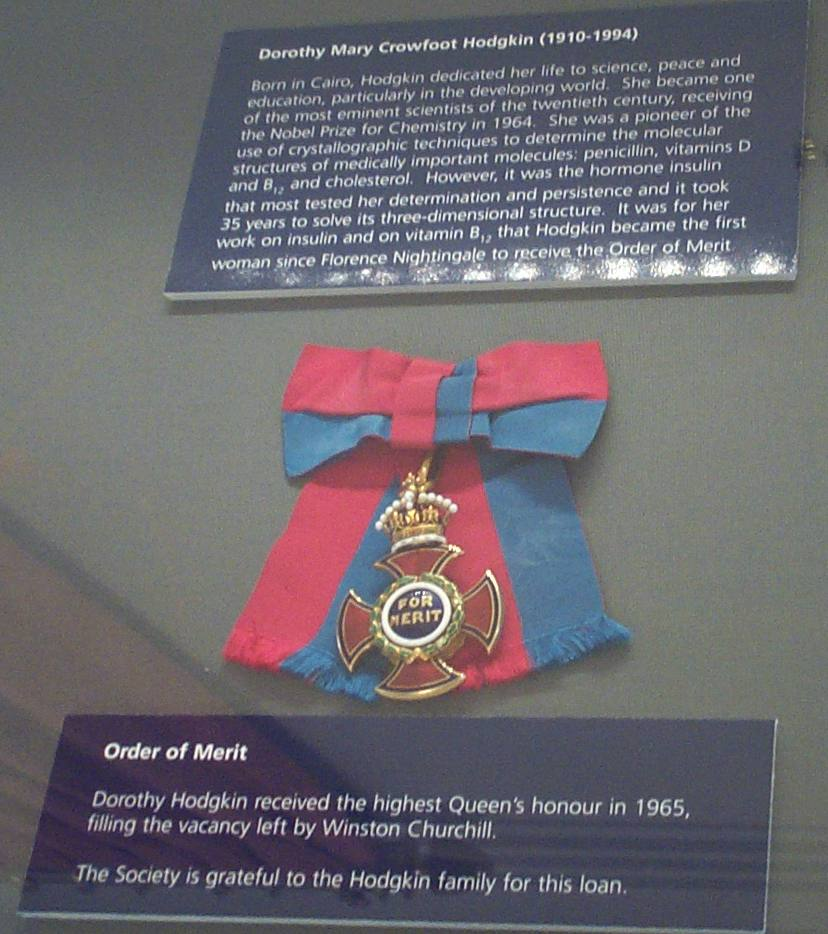
Insignia de la Orden del Mérito, entregada por Isabel II

De forma similar, el monarca es también fuente de honor, o la fuente de todos los honores y dignidades en el Reino Unido. Así, la Corona crea toda nobleza, asigna miembros de la orden de caballería, garantiza caballerosidad, y premia con otros honores. La mayoría de los honores es otorgada bajo recomendación de diversas instituciones del Estado, pero hay unas cuantas que están dentro del dote personal del soberano, y no son otorgados bajo consejo ministerial. Por ello, el propio monarca nombra a miembros de la Orden de la Liga, de la Orden del Cardo, de la Real Orden Victoriana, y de la Orden del Mérito.
Finalmente, el soberano es el gobernador supremo de la Iglesia anglicana, la Iglesia establecida de forma oficial en Inglaterra. Como tal, el monarca tiene el poder de nombrar arzobispos y obispos. El primer ministro aconseja en la elección desde la Comisión de Nominaciones de la Corona. La función del soberano en la Iglesia de Inglaterra es titular; el clérigo más veterano, el arzobispo de Canterbury, es considerado como el líder espiritual de la Iglesia y de la Comunión anglicana a nivel mundial. El soberano es solo un miembro ordinario, y no el jefe o el líder, de la Iglesia de Escocia. No obstante, retiene el poder de nombrar a un alto comisionado para la asamblea general de la Iglesia. El soberano no cumple ninguna función formal en la Iglesia de Gales y en la Iglesia de Irlanda, ya que ninguna de ellas es una Iglesia establecida.  
El Gran Sello del Reino es el dispositivo empleado para autentificar documentos oficiales importantes, incluyendo patente de cartas, proclamaciones, y órdenes judiciales de elección. El Gran Sello del Reino está bajo custodia del Lord Chancellor (o lord canciller). Para asuntos relacionados exclusivamente con Escocia e Irlanda del Norte, se usan el Gran Sello de Escocia o el Gran Sello de Irlanda del Norte, según sea el caso. 
El monarca también tiene el poder de reclamar cualquier esturión, marsopa, ballena, o delfín que esté en dirección a tierra, o capturado dentro las tres millas contando desde la costa británica. Este poder proviene de un estatuto del rey Eduardo II en 1324. Actualmente, si se compra un esturión, aún se debe solicitar el honor como un acto de lealtad hacia la Corona.

## Finanzas
El Parlamento corre con gran parte de los gastos oficiales del soberano, obtenidos de fondos públicos. La lista civil es la suma que cubre muchos de los gastos, incluyendo aquellos de dotación personal, visitas de Estado, compromisos públicos, y entretenimiento oficial. El tamaño de la lista civil es establecido por el Parlamento cada diez años; sin embargo, cualquier dinero ahorrado podría ser transferido al siguiente periodo de diez años. Por ello, el desembolso de la lista civil del soberano fue de aproximadamente 9,9 millones de libras en 2003. Como complemento, el soberano recibe un auxilio económico anual de Servicios de Propiedad (15,3 millones de libras por AF 2003.2004) para pagar el mantenimiento de las residencias reales, así como un beneficio económico anual de Viaje real (5,9 millones de libras por AF 2003-2004). La lista civil y los auxilios son abonados a partir de fondos públicos. 
Antiguamente, el monarca corría con todos los gastos oficiales a partir de ingresos hereditarios, incluyendo las ganancias del patrimonio real. No obstante, en 1760 el rey Jorge III acordó renunciar a los ingresos hereditarios a cambio de la lista civil, acuerdo que aún persiste. En épocas modernas, las ganancias recibidas por el patrimonio de la Corona han excedido por lejos a la lista civil y a los auxilios económicos destinados al monarca. Por ejemplo, el patrimonio de la Corona produjo cerca de 170 millones de libras para el Ministerio de Hacienda en el periodo financiero de 2003-2004, mientras que el fondo parlamentario para el monarca fue de menos de 40 millones de libras durante el mismo intervalo de tiempo. El monarca aún es dueño del patrimonio de la Corona, pero no puede venderlo; en vez de ello, el patrimonio debe seguir pasando de un soberano a otro.  
Aparte del patrimonio de la Corona, el soberano también posee el ducado de Lancaster. Este es propiedad privada heredada del monarca, a diferencia del patrimonio de la Corona, que pertenece al monarca en una capacidad oficial. Al igual que el patrimonio, sin embargo, el ducado se mantiene en fideicomiso, y no puede ser vendido por el monarca. Los gastos o rentas del ducado de Lancaster no requieren de ser abonados al Ministerio de Hacienda; por el contrario, forman una parte del erario privado, y son destinados a gastos no rendidos por la lista civil. El ducado de Cornualles es un patrimonio similar mantenido en fideicomiso para correr con los gastos del hijo mayor del monarca.   
El soberano es sujeto de tarifas indirectas, como el IVA (o impuesto al valor agregado), pero se encuentra exento de pagar el impuesto sobre la renta y el impuesto sobre la plusvalía. Sin embargo, desde 1993, la reina ha abonado de forma voluntaria el impuesto sobre la renta personal. Como la lista civil y los auxilios económicos se emplean solo para gastos oficiales, no son tenidos en cuenta en el momento de calcular impuestos.

## Residencias

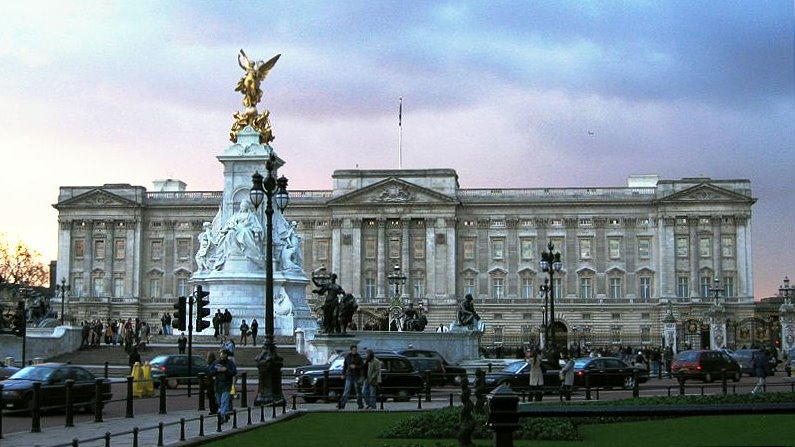
El palacio de Buckingham es la residencia principal del monarca.

La primera residencia oficial del soberano es el Palacio de Buckingham en la ciudad de Westminster. Este es el sitio donde tienen lugar los banquetes de Estado, las investiduras, los bautizos reales, y otras ceremonias. Además, los jefes de Estado que van de visita, por lo general, se alojan en el palacio de Buckingham. Otra residencia principal es el castillo de Windsor, el castillo ocupado más grande del mundo. Se sitúa en Windsor, Berkshire, y es empleado principalmente como un lugar de descanso para el fin de semana; el monarca también reside allí durante el Royal Ascot, una reunión anual de carrera de caballos que forma la mayor parte del calendario social. La residencia principal del soberano en Escocia es el palacio de Holyrood, también conocido como Holyroodhouse, en Edimburgo. El monarca permanece en el palacio de Holyroodhouse por al menos una semana al año, y cuando visita Escocia en ocasiones estatales.
También hay una serie de otros palacios que son utilizados como residencias por el monarca. El palacio de Westminster fue originalmente la primera residencia del soberano hasta 1530, y aunque aún es oficialmente un palacio real, sirve para albergar a ambas Casas del Parlamento. A partir de allí, la residencia principal del soberano en Londres era el palacio de Whitehall, que fue destruido por un incendio en 1698, y reemplazado por el palacio de St. James. Si bien luego fue sustituido como la residencia principal del monarca por el Palacio de Buckingham en 1837, el de St James aún se emplea para determinadas funciones oficiales. Por ejemplo, los embajadores extranjeros son acreditados en la Corte de St. James y el palacio es el lugar de encuentro del Consejo de Adquisición. No obstante, el Palacio de St James no es una de las residencias oficiales del soberano; en vez de ello, es utilizada por otros miembros de la familia real. Otras residencias usadas por la familia real incluyen la Clarence House (actualmente el hogar del heredero, el príncipe de Gales) y el palacio de Kensington.
Las residencias mencionadas anteriormente pertenecen a la Corona; se mantienen en fideicomiso para futuros gobernantes, y no pueden ser vendidas por el monarca. Sin embargo, el monarca no es dueño de ciertas casas en una capacidad privada. Sandringham House, una casa privada de campo próxima al pueblo de Sandringham, Norfolk, se usa por lo general desde Navidad hasta fines de enero. De forma similar, durante parte de agosto y septiembre, el monarca reside en el castillo de Balmoral, un castillo privado en Aberdeenshire, Escocia.

## Títulos y tratamiento
Los títulos completos del actual soberano son: Carlos III, por la Gracia de Dios, del Reino Unido de Gran Bretaña e Irlanda del Norte y de Sus otros Reinos y Territorios Rey, Jefe de la Mancomunidad, Defensor de la Fe. El título jefe de la Mancomunidad era sostenido por el reina Isabel II de forma personal, y no se le confiere a la Corona británica (a pesar de ello, su padre, Jorge VI, también fue reconocido como tal). El papa León X fue el primero en otorgar el título de defensor de la Fe al rey Enrique VIII en 1521, en recompensa por su apoyo al papado durante los primeros años de la Reforma protestante, particularmente por su libro La Defensa de los siete Sacramentos. Sin embargo, Enrique VIII rompió más tarde con la Iglesia católica y fundó la Iglesia de Inglaterra; el papa Paulo III revocó esta concesión, pero el Parlamento promulgó una ley autorizando su uso continuo. 
El soberano es conocido como "Su Majestad", aunque, en determinadas circunstancias formales, se usa en su lugar "Graciosísima Majestad" o la "Más Excelente Majestad". La forma "Majestad británica" aparece en tratados internacionales y en pasaportes para diferenciar al o a la monarca británica de otros gobernantes extranjeros. Las reinas consortes (esposas de reyes) y las reinas viudas también reciben el tratamiento de "Majestad", pero no así los maridos de las monarcas femeninas. Por ello, el esposo de la reina Isabel II, el duque de Edimburgo, era tratado como su alteza real.
El monarca elige su nombre real, que no es necesariamente su primer nombre —los reyes Jorge VI, Eduardo VII y Victoria no usaron sus primeros nombres—.
El número ordinal utilizado para el o la monarca solo toma en cuenta a los monarcas a partir de la conquista normanda de Inglaterra. Si solo un monarca ha usado un nombre en particular, entonces no se emplea el ordinal; por ejemplo, a la reina Victoria nunca se le ha conocido como "Victoria I". Tras la Unión de Inglaterra y Escocia en 1707, el número solo se basó en los monarcas ingleses anteriores, y no en los escoceses. En 1953, sin embargo, los nacionalistas escoceses desafiaron el derecho de la reina de llamarse a sí misma "Isabel II", cuando nunca había existido una reina llamada "Isabel I" en Escocia. En el caso del MacCormick vs Lord Defensor, la sesión de la Corte escocesa dictaminó contra los demandantes, alegando que era una cuestión de decisión personal y de prerrogativa de la reina el llamarse así. No obstante, se estableció que los futuros monarcas usarían el más alto de los números ordinales ingleses y escoceses. Contrariamente a esta política, no se afecta la numeración. 
Tradicionalmente, una firma del monarca incluye su nombre real (pero sin ordinal) seguido de la letra R. La letra representa a rex o regina ("rey" y "reina", respectivamente, en latín). Por lo tanto, el rey actual firma como "Charles R" (en español, "Carlos R"). Desde 1877 hasta 1948, el rey o la reina al mando también firmaba con una I (imperator o imperatrix, en latín) debido a su condición de emperador o emperatriz de la India; por ello la reina Victoria firmaría como "Victoria RI".

## Armas del Reino

Estandarte real británico.

En Escocia se utiliza una variante del estandarte real.

El escudo de armas usado por el soberano o la soberana, conocido como las armas del reino es cuarteado: en el primer y cuarto cuartel de gules; tres leones pasantes colocados en palo de oro, linguados, uñados y armados de azur; símbolo de Inglaterra. En el segundo, de oro, un león rampante de gules, linguado uñado y armado de azur y una orla doble con flores de lis de gules, símbolo de Escocia. En el tercero, de azur, un arpa de oro con cuerdas de plata, símbolo de Irlanda (del Norte). El lema es Dieu et mon Droit (en francés "Dios y mi Derecho"). Irlanda está representada pese a que la mayor parte de la isla no forma parte del Reino Unido; de la República de Irlanda— solo Irlanda del Norte sigue siendo parte del Reino Unido.
En Escocia, el monarca usa una forma alternativa de las Armas del Reino, en la cual los cuarteles I y IV representan a Escocia, el II a Inglaterra, y el III a Irlanda. El lema es Nemo me impune lacessit (en latín, "Nadie me hiere impunemente"); las bases son el unicornio y el león. 
La bandera oficial del monarca en el Reino Unido se conoce como el estandarte real, y describe a las Armas del Reino (el estandarte real usado en Escocia describe a la versión escocesa de las armas). Esta bandera solo se despliega de los edificios, de las naves y de los vehículos en los cuales está presente el soberano o la soberana; en otros lugares se cuelga la bandera de la Unión. El estandarte real nunca se cuelga a media asta porque siempre hay un soberano; cuando uno muere, su sucesor se convierte en soberano de forma inmediata.

## Reinos de la Mancomunidad de Naciones
Son cualquiera de los quince Estados soberanos de la Mancomunidad de Naciones (en inglés: Commonwealth of Nations) que por separado reconocen al rey Carlos III como su monarca. En cada reino él es el monarca y jefe de Estado y es titulado en consecuencia. Por ejemplo, en Belice es conocido como "Carlos III, por la gracia de Dios, rey de Belice...", o, simplemente, el rey de Belice. Por lo tanto, los reinos de la Mancomunidad de Naciones son una unión personal el uno con el otro, soberano y Estado. Su representante en cada país, excepto el Reino Unido, es el gobernador general.
Los quince países reinos de la Mancomunidad son:

### América
| Bandera | Nombre                       | Año de independencia | Estandarte real |
| ------- | ---------------------------- | -------------------- | --------------- |
|         | Antigua y Barbuda            | 1981                 |                 |
|         | Bahamas                      | 1973                 |                 |
|         | Belice                       | 1981                 |                 |
|         | Canadá                       | 1867                 |                 |
|         | Granada                      | 1974                 |                 |
|         | Jamaica                      | 1962                 |                 |
|         | San Cristóbal y Nieves       | 1983                 |                 |
|         | Santa Lucía                  | 1979                 |                 |
|         | San Vicente y las Granadinas | 1979                 |                 |

### Europa
| Bandera | Nombre                                          | Día histórico     | Estandarte real |
| ------- | ----------------------------------------------- | ----------------- | --------------- |
|         | Reino Unido de Gran Bretaña e Irlanda del Norte | 1 de mayo de 1707 |                 |

### Oceanía
| Bandera | Nombre             | Fecha de independencia   | Estandarte real |
| ------- | ------------------ | ------------------------ | --------------- |
|         | Australia          | 1 de enero de 1901       |                 |
|         | Nueva Zelanda      | 6 de febrero de 1907     |                 |
|         | Papúa Nueva Guinea | 16 de septiembre de 1975 |                 |
|         | Islas Salomón      | 7 de julio de 1978       |                 |
|         | Tuvalu             | 1 de octubre de 1978     |                 |

### Son dependencias de la Corona
| Dependencia            | Dependencia        | Dependencia                 | Localización       | Superficie en km² | Población | Capital          |
| ---------------------- | ------------------ | --------------------------- | ------------------ | ----------------- | --------- | ---------------- |
| Bandera de Isla de Man | Isla de Man        | Isla de Man                 | Mar de Irlanda     | 572               | 84 997    | Douglas          |
|                        | Bailía de Jersey   | Bailía de Jersey            | Canal de la Mancha | 118               | 106 800   | Saint Helier     |
|                        | Bailía de Guernsey | Guernsey Alderney Sark Herm | Canal de la Mancha | 78                | 65 849    | Saint Peter Port |

## Otros reinos
- Reinos de la Mancomunidad
- Monarquía en Canadá
- Monarquía en Australia
- Monarquía en Nueva Zelanda
- Monarquía en Papúa Nueva Guinea
- Monarquía en Islas Salomón
- Monarquía en Tuvalu
- Monarquía en Antigua y Barbuda
- Monarquía en Bahamas
- Monarquía en Belice
- Monarquía en Granada
- Monarquía en Jamaica
- Monarquía en San Cristóbal y Nieves
- Monarquía en Santa Lucía
- Monarquía en San Vicente y las Granadinas